# Pier Eleonoro Negri
Pier Eleonoro Negri (San Bonifacio, 29 giugno 1818 – Firenze, 17 dicembre 1887) è stato un ufficiale italiano, che conseguì il grado di tenente generale e ricevette sia la medaglia d'argento al valor militare, sia la medaglia d'oro al valor militare. La sua figura è stata tuttavia, a partire dai primi anni del XXI secolo, al centro di progressive critiche e controversie, soprattutto per essere stato l'ufficiale in comando in occasione della rappresaglia durante i fatti di Pontelandolfo e Casalduni.

## Biografia
Di famiglia vicentina, nacque a Locara, piccola frazione campestre di San Bonifacio, da Eleonoro Marcello e Marianna Bertani. Seguì la carriera militare e si fece notare già nel 1848 a Vicenza, arruolando a proprie spese un gruppo di volontari contro l'Austria.
Caduta Vicenza nelle vicende belliche, dovette emigrare in Piemonte e subì la confisca dei beni. Era stato nominato luogotenente d'ordinanza del 3º reggimento Fanteria e nel 1849 passò al Corpo dei Bersaglieri, nel quale ottenne una medaglia d'argento al valor militare nella battaglia di Novara del 1849, dove fu ferito.
Nel 1852 fu promosso a capitano e nel 1855 prese parte al corpo di spedizione in Crimea. Ottenne il riconoscimento di eseguita campagna militare, dagli Inglesi e dagli Ottomani.
Nella campagna del 1859 ottenne una seconda medaglia d'argento al valor militare per un assalto alla baionetta a cui condusse la propria compagnia a Confienza e il suo battaglione ottenne una menzione onorevole nella battaglia di San Martino e lui stesso la croce di cavaliere dell'ordine militare di Savoia. Venne quindi promosso al grado di maggiore del 15º reggimento di fanteria, da cui passò quindi al 1º corpo d'armata dei bersaglieri.
Nel 1860 partecipò alla campagna in Ancona nel corso della quale ottenne due menzioni onorevoli. Il 29 ottobre del 1860 ottenne la medaglia d'oro al valor militare, che gli fu assegnata come maggiore comandante del 7º battaglione di bersaglieri nella battaglia del Garigliano.
Il 1º giugno del 1861 fu promosso a luogotenente colonnello per meriti di guerra e ottenne il 20 ottobre la nomina a cavaliere dell'ordine dei Santi Maurizio e Lazzaro.
Condusse nella regione di Benevento le operazioni di lotta al brigantaggio postunitario, e in particolare intervenne a Pontelandolfo il 14 agosto del 1861 dopo l'attacco al contingente militare ivi stanziato da parte di una banda di briganti.
La dura reazione del reparto inviato dopo il massacro dei 41 soldati e 4 carabinieri italiani fu causata dalla ferocia con cui furono trattati i loro commilitoni, considerando che i militari, sebbene si fossero arresi, furono comunque trucidati. Riportiamo una testimonianza:
Sei militari, già gravemente feriti, furono massacrati a colpi di mazza. Un cocchiere si segnalò per il suo comportamento, facendo passare e ripassare dei cavalli al galoppo sopra i corpi dei soldati, alcuni moribondi, altri solo feriti ma impossibilitati a muoversi perché legati.
Fu allora inviato un altro reparto militare, questa volta di ben maggiore forza, comandato dal tenente colonnello Pier Eleonoro Negri e costituito da 400 bersaglieri.
Quando entrarono a Pontelandolfo, il 14 agosto del 1861, questi soldati, che già sapevano della strage dei propri commilitoni arresisi, videro che i loro stessi corpi erano stati smembrati ed appesi dai briganti come trofei in diverse parti della località, con il capo mozzo del tenente Bracci che era stato conficcato su d’una croce, come si è detto sopra.»
(da Il Nuovo Monitore Napoletano)
Una forte revisione al ribasso del numero degli uccisi, ridotti a 13 morti (più 2 nel paese di Casalduni), viene sostenuta dal ricercatore Davide Fernando Panella sulla base della lettura dei registri parrocchiali della chiesa della Santissima Annunziata ove furono annotati dal canonico Pietro Biondi e dal canonico Michelangelo Caterini (firmatario degli atti di morte) i nomi dei morti, le modalità della loro morte e il luogo del seppellimento: 12 persone (dieci uomini e due donne) sarebbero morte durante il giorno stesso della strage (dieci direttamente uccisi e due nel rogo delle case) e una tredicesima il giorno seguente.
Nella terza guerra di indipendenza del 1866 ottenne per le azioni di guerra tra Tezze e Primolano la commenda dell'ordine militare di Savoia e fu creato aiutante di campo onorario del re Vittorio Emanuele II, più tardi confermato come aiutante di campo effettivo. Fu poi ancora promosso Maggior generale nel 1869 Tenente generale nel 1877 e fu comandante militare territoriale di Ancona, da dove venne trasferito a Piacenza nel 1879
Chiese e ottenne il congedo nel 1881 e gli fu conferita la Gran croce dell'ordine della corona d'Italia.
Nel 1882 gli fu inoltre concesso il titolo di conte, in passato conferito ad un altro ramo della famiglia e in seguito i titoli onorifici di "aiutante di campo generale onorario" e di Grande ufficiale nell'ordine dei Santi Maurizio e Lazzaro.
Morì a Firenze nel villino fuori porta San Gallo il 17 dicembre 1887 e fu tumulato con onoranze solenni nella tomba di famiglia a Vicenza.